# Трансгендерная порнография

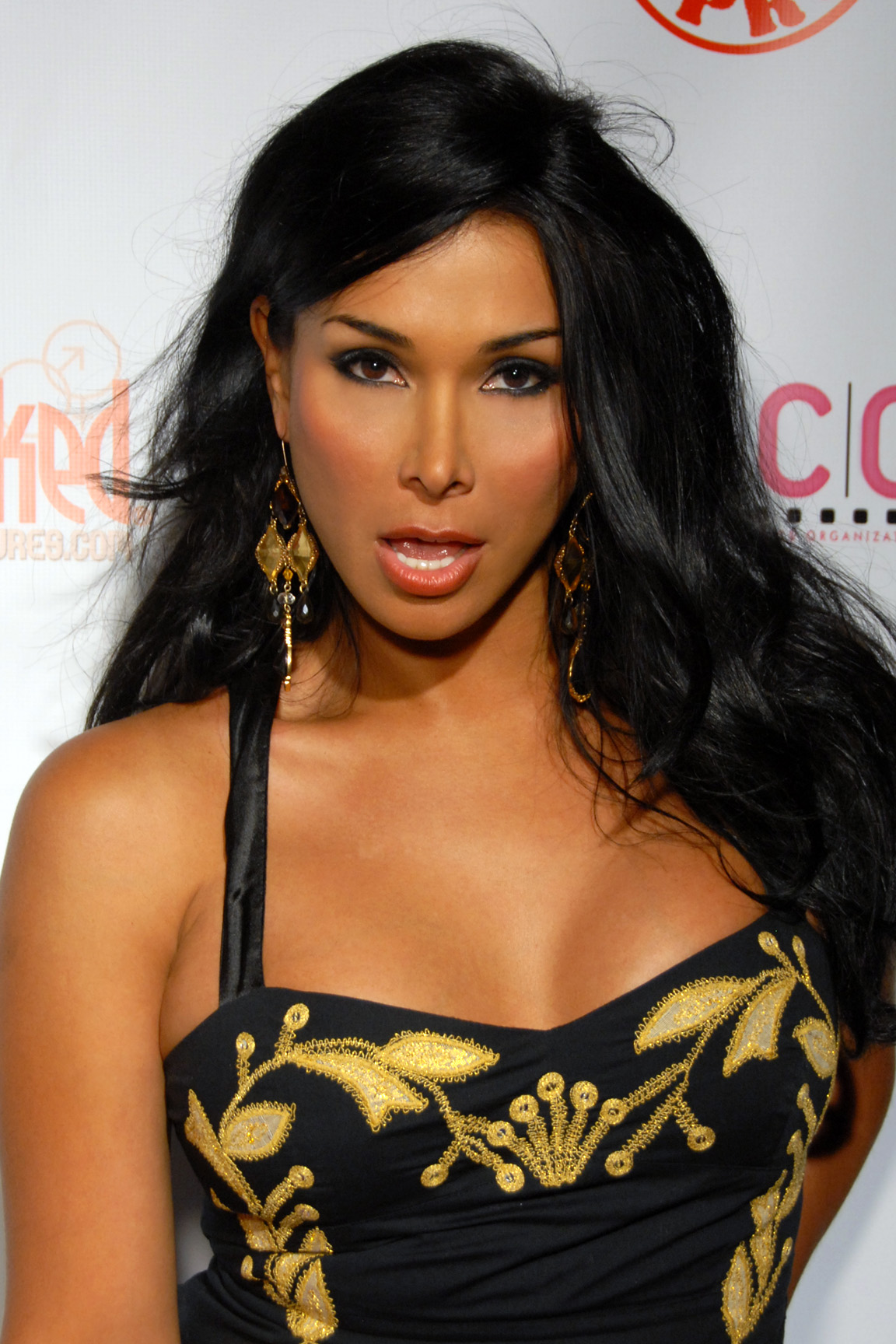
Трансгендерная порноактриса Ваниити

Трансгендерная (транссексуальная) порнография — жанр порнографии, в которой принимают участие трансгендерные люди.

## Описание

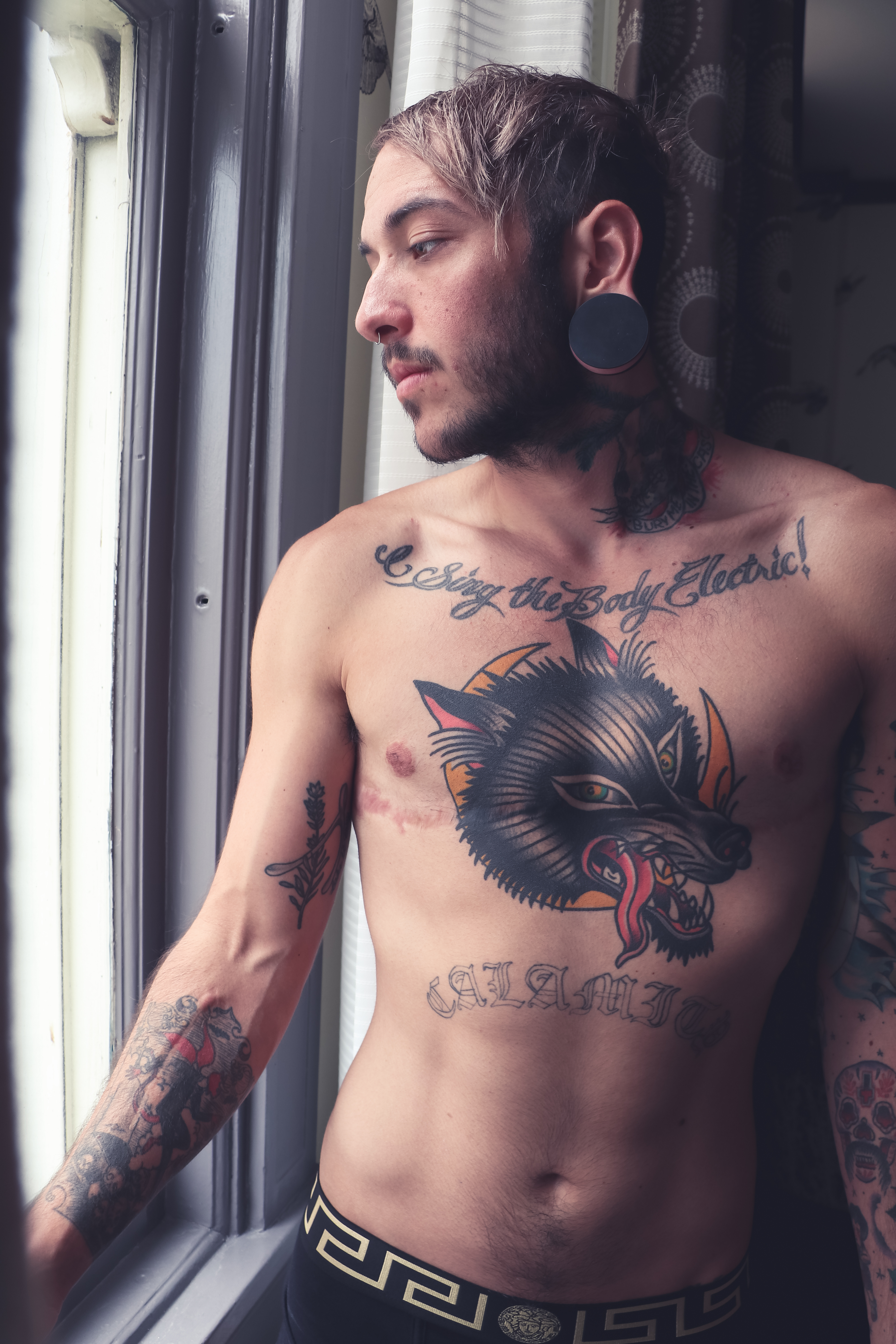
Трансгендерный порноактёр Виктор Бельмон

Транс-женщины чаще всего снимаются с партнёрами-мужчинами, но также могут сниматься и с другими женщинами, как трансгендерными, так и цисгендерными.
Трансгендерные порноактрисы могут быть как сексуально пассивными, так и активными с коллегами-мужчинами. Некоторые актрисы, например Дэни Дэниелс, обычно выступают в качестве «верха» или специализируются на доминирующих ролях.
Распространённые фразы, использующиеся для обозначения этих людей — англ. chicks with dicks, транни (англ. tranny или англ. tranni) или шимейл, хотя они, как правило, среди транс-женщин считаются уничижительными и оскорбительными.
Большинство трансгендерных исполнителей — транс-женщины, но в порноиндустрии также работают несколько транс-мужчин, самый известный из которых — Бак Энджел.

## Награды
Премия AVN трансгендерному исполнителю года — одна из главных наград в порноиндустрии для трансгендерных исполнителей. Среди других крупных наград можно упомянуть Transgender Erotica Awards (ранее Tranny Awards).

## Поклонники

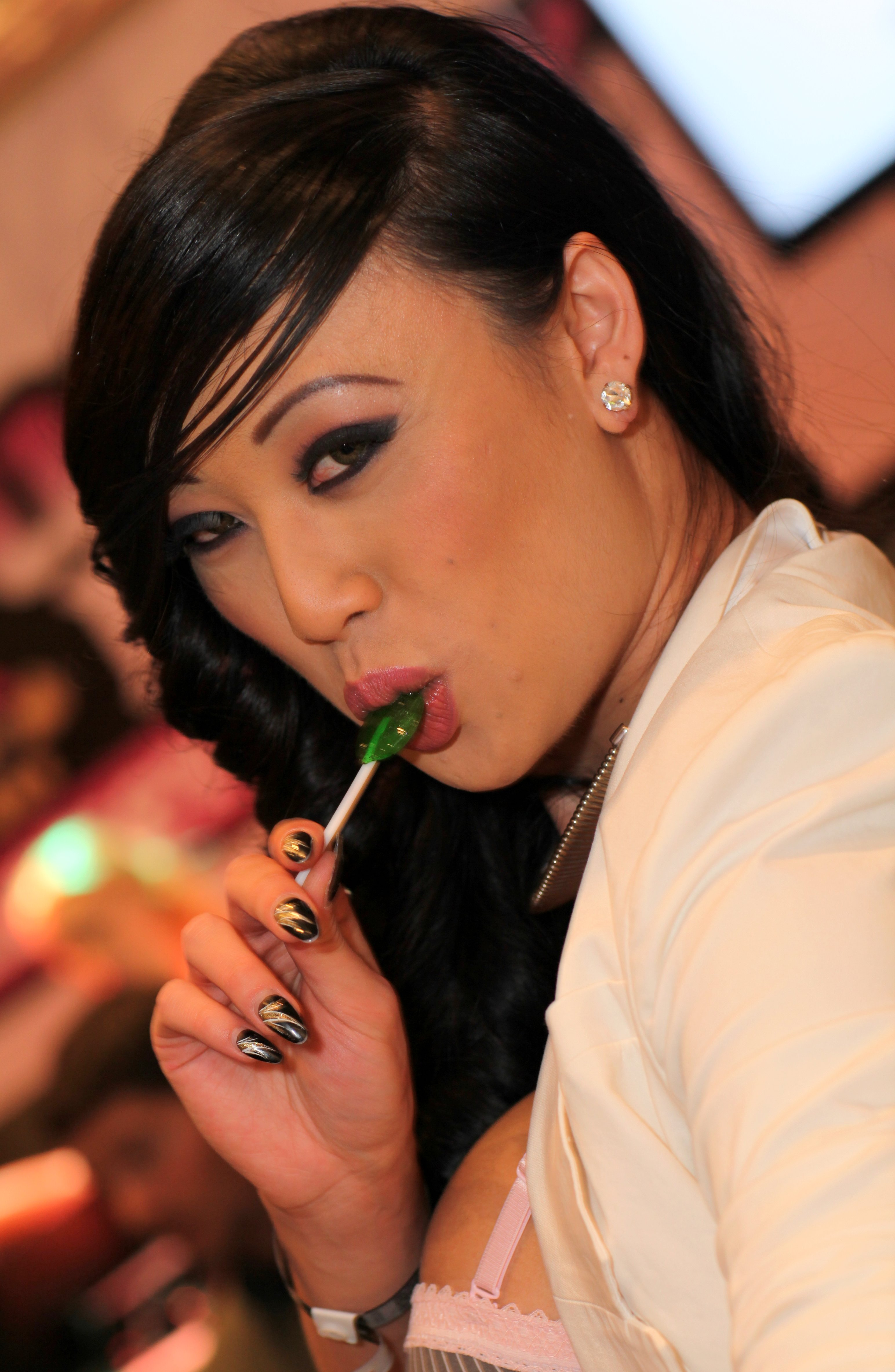
Трансгендерная порноактриса Винус Лакс

Любители трансгендерной женской порнографии, как правило, идентифицируют себя как гетеросексуалы. Трансгендерная порнография стала одним из самых крупных и популярных жанров порнографии среди гетеросексуальных мужчин. Высказывается предположение, что основной причиной этого является сочетание визуальных триггеров: выраженных анатомических признаков женственности и пениса, часто очень большого.
Сид Сент-Винсент (Cyd St. Vincent) основал Bonus Hole Boys, первую порнокомпанию, снимающую гомосексуальную трансгендерную порнографию, чтобы «показать именитых гей-порнозвёзд, занимающихся сексом с транс-мужчинами и любящих это». Формула нашла последователей среди женщин и мужчин-геев, причем большинство поклонников компании — геи. Гей-аудитория для порнографии с транс-мужчинами стала растущей нишей. Статистика показывает рост привлекательности жанра для геев.
По данным порновидеохостинга RedTube, по состоянию на 2016 год и на основе частоты онлайн-поиска наибольшую популярность трансгендерная порнография имела в Бразилии, Италии, Аргентине, России и Испании; США заняли 12-е место. В США по количеству поисковых запросов лидировал штат Вайоминг.
Представитель американской порностудии Evil Angel в интервью 2015 года отметил, что высокий спрос на трансгендерную порнографию позволяет повышать отпускные цены на продукцию этой категории.

## Восприятие
Некоторые люди рассматривают порно с трансгендерными актрисами, не совершившими хирургическую коррекцию пола, как гей-порно. Хотя трансгендерная порнография является популярным жанром, некоторые участники ЛГБТ-сообщества считают, что оно объективирует трансгендерных людей.